# Opharus tricyphoides
Opharus tricyphoides là một loài bướm đêm thuộc phân họ Arctiinae, họ Erebidae.